# Idioma ese eja
El ese eja (que deriva de ese'ejja, pronunciado /eseʔexa/, nombre autóctono del idioma), es una lengua tacana hablada por los ese ejas en Bolivia y Perú.
Desde la promulgación del decreto supremo N.º 25894 el 11 de septiembre de 2000 el ese ejja es una de las lenguas indígenas oficiales de Bolivia, lo que fue incluido en la Constitución Política al ser promulgada el 7 de febrero de 2009.

## Aspectos históricos, sociales y culturales

### Uso y distribución
El ese ejja se habla en los departamentos bolivianos de la La Paz, Beni y Pando (provincias de Iturralde, Ballivián, Vaca Diez y Madre de Dios) en los ríos Beni y Madre de Dios, y en los departamentos peruanos de Madre de Dios y Puno. Según Alexiades & Peluso (2009), habría aproximadamente 1500 ese ejjas, repartidos en diferentes comunidades de Perú y Bolivia. Los ese ejja bolivianos están divididos en dos clanes: los quijati cerca de la región de Riberalta y los hepahuatahe en la de Rurenabaque. Crevels y Muysken (2009:15) señalan que en Bolivia el ese ejja cuenta con 518 hablantes (de cuatro a más años de edad), y, por ende, se trata de una lengua en peligro de extinción. Algunos nombres que se usan para referir a la lengua son ese'hea, chama y warayo, los cuales no son los más adecuados; chama es un nombre regional peyorativo y guarayo es también el nombre de una lengua tupí-guaraní. En Perú la lengua ese ejja (guacanahua, echoja, chuncho) se habla a lo largo de los ríos Madre de Dios y Tambopata y en sus nacimientos en tres localidades: Sonene, Palma Real e Infierno. Todos los niños aprenden la lengua en tanto sus madres sean ese ejjas. El ese ejja se encuentra también seriamente amenazado en Perú, con 840 hablantes en un grupo étnico del mismo tamaño.

### Aspectos históricos
En cuanto a su perfil histórico, Alexiades (1999) señala que los ese ejjas habrían podido tener los primeros contactos con los exploradores, los misionarios y los comerciantes ya en el siglo XVI. El período del auge del caucho afectó sólo indirectamente a los ese ejjas, quienes no participaron mucho en esta explotación y optaban por huir de los caucheros. El proceso de sedentarización de los ese ejjas difiere según la comunidad en cuestión. Según Vuillermet (2012), algunos ese ejjas del actual Perú se sedentarizaron en comunidades “nativas” recién a finales de los años 60 del siglo pasado, al implementarse una reforma agraria otorgando derechos territoriales a los indígenas. En Bolivia, los ese ejjas fueron principalmente sedentarizados a raíz de las “barracas” que agrupaban a las personas explotadas en el cultivo de la “castaña” y de la “goma”, en la primera mitad del siglo pasado.

## Clasificación lingüística
El ese eja pertenece a la familia pano-tacana y junto con el reyesano, araona, cavineña y el extinto toromona, forma el grupo tacana, considerada como familia por un grueso de lingüistas, aunque debido a las grandes semejanzas que presenta con el grupo pano, ambos se consideran dentro de una sola gran familia que incluye alrededor de 33 lenguas incluidos aquellos idiomas extintos.

## Descripción lingüística

### Rasgos tipológicos
Desde un punto de vista tipológico, resalta su importancia como ejemplo de idioma aglutinante, particularmente en la morfología verbal y en la formación del léxico, además es una lengua de núcleo final, en el que el modificador suele preceder al núcleo modificado.

### Inventario fonológico
El idioma ese eja cuenta con 17 consonantes, y cuatro vocales (a, e, i, o) dentro de su inventario, a continuación se muestra una tabla con la representación AFI de los sonidos del ese eja.
| Punto de articulación → | Labial   | Labial        | Coronal | Coronal  | Coronal        | Coronal      | Dorsal  | Dorsal | Dorsal | Dorsal | Radical    | Radical    | Radical     | Radical     | (ninguno) | (ninguno) |
| ↓ Modo de articulación  | Bilabial | Labio‐ dental | Dental  | Alveolar | Post‐ alveolar | Retro‐ fleja | Palatal | Velar  | Uvular | Uvular | Farín‐ gea | Farín‐ gea | Epi‐ glotal | Epi‐ glotal | Glotal    | Glotal    |
| Nasal                   | m        |               | n       | n        | n              |              | ɲ       |        |        |        |            |            |             |             |           |           |
| Oclusiva                | p        | b             | t d     | t d      | t d            |              |         | k      |        |        |            |            |             |             | ʔ         |           |
| Fricativa               |          |               |         | s        | ʃ              |              |         | x      |        |        |            |            |             |             | h         |           |
| Aproximante             |          |               |         |          |                |              | j       |        |        |        |            |            |             |             |           |           |
| Vibrante                |          |               |         |          |                |              |         |        |        |        |            |            |             |             |           |           |
| Aproximante lateral     |          |               |         |          |                |              |         |        |        |        |            |            |             |             |           |           |

| w | Aproximante velar labializada sonora |

| AFI       | APN | Descripción                 |
| --------- | --- | --------------------------- |
| *t͡ʃ (*ʧ)  | č   | africada postalveolar sorda |
| *ʈ͡ʂ (*ʈʂ) | ĉ   | africada retrofleja sorda   |

### Léxico y clases de palabras
En cuanto al léxico y las clases de palabras en ese ejja, se puede señalar lo siguiente (Vuillermet, 2012):
- En ese ejja, se distinguen tres tipos de sustantivos: los sustantivos independientes, los sustantivos con e-, y los sustantivos de parentesco con e-…-mese. Los sustantivos independientes son sustantivos no afijados que presentan una semántica abierta, como p.ej. tojjo ‘senos’, ba ‘machete’, etc. Los sustantivos con e- incluyen una centena de palabras que designan diferentes entidades, como p.ej. partes externas del cuerpo, como e-amajja ‘muela’, partes de plantas, como e-sajja ‘raíz’, etc. Los sustantivos de parentesco con e-…-mese, como p.ej. e-doe-mese [PFN-hermano.mayor-dueño] ‘hermano mayor (de hombre)’, también conforman una categoría aparte.
- Se distinguen, además tres tipos de pronombres personales: los pronombres independientes, como en (1), que son autónomos, es decir, no necesitan otras palabras a las cuales referirse; los pronombres dependientes proclíticos, como en (2), que se utilizan mayoritariamente en las cláusulas relativas y las subordinadas; y los pronombres enclíticos, como en (3), que se limitan a cinco pronombres, cuya semántica aún está por determinar.

| (1) | Majoya                                             | o=wa=ya  | notor=ya   | o=ø=ya   | shikwi-ka-pwa.    |
|     | de.ahí                                             | 3=ERG=MV | doctor=ERG | 3=ABS=MV | curar-3.A-PAS.REM |
|     | ‘De ahí la curó él, el doctor.’ (Vuillermet, 2012) |          |            |          |                   |

| (2) | Kwama=tii=ya                                                                         | pa  | kwa   | [o=wa=kekwa-ka-je]=kwana  | jya-ka-na-'ya-ani-naje.                             |
|     | ahí=INTNS=MV                                                                         | RPT | cosas | 3=ERG=perforar-3.A-FUT=PL | botar-3.A-antes.de.ir-una.vez-estar.sentado/HAB-PAS |
|     | ‘Dicen que allá no más lo dejaba, [todo lo que él había matado].’ (Vuillermet, 2012) |     |       |                           |                                                     |

| (3) | Poky(a)=mo                                     | kekwa-a!        |
|     | ir=1SG.ABS                                     | cazar- MOC.PURP |
|     | ‘Me voy, (me voy) a cazar!’ (Vuillermet, 2012) |                 |

- En ese ejja, un verbo simple no puede aparecer solo; necesita por lo menos un morfema de aspecto, de tiempo o de modo, como se observa en (4):

| (4) | E=kwana                                    | Marina=nijje | poki-naje. |
|     | 1=PI.ABS                                   | María=COM    | ir-PAS     |
|     | ‘Hemos ido con Marina.’ (Vuillermet, 2012) |              |            |

- El ese ejja presenta un conjunto de verbos de postura que son ampliamente utilizados. Estos verbos son ani 'estar sentado', neki 'estar parado', jaa 'estar acostado' y ba'e 'estar flotando'. Además de ser usados a nivel lexical, simplemente para expresar la postura, se utilizan también como morfemas lexicales especializados en ubicación y como morfemas gramaticales.
- Los adjetivos conforman una categoría cerrada, constituida por una centena de lexemas, que expresan, por ejemplo, propiedades físicas, como kya-tono 'PFA-gordo', descripciones sensoriales, como kya-bikya 'PFA-dulce', colores, como kya-tawa 'PFA-verde', entre otros. En ese ejja, los adjetivos se usan esencialmente en forma predicativa, como se aprecia en (5):

| (5) | Kya-pame                             | oya   | kwa-naje.    |
|     | PFA-bueno                            | 3.ABS | COP.INTR-PAS |
|     | ‘Él estaba bien.’ (Vuillermet, 2012) |       |              |

### Morfología
Con respecto a la morfología del esa ejja, se puede señalar lo siguiente (Vuillermet, 2012):
- En ese ejja, se observan procesos de nominalización verbal, como p.ej. la nominalización de agente en (6) y la nominalización de paciente en (7):

| (6) | e-pee-jji                                                |
|     | NML-acompañar-NML                                        |
|     | ‘amigo’ (lit. persona para acompañar) (Vuillermet, 2012) |

| (7) | e-tii                                                       |
|     | NML-crecer                                                  |
|     | ‘el viejo, el anciano’ (lit. el crecido) (Vuillermet, 2012) |

- Se observan, además, procesos de composición, como en (8), y reduplicación, como en (9):

| (8) | meemee-wini | N+N ‘miel de abeja’ (Vuillermet, 2012) |
|     | abeja-miel  |                                        |

| (9) | Eya                                    | tawa-tawa. |
|     | cielo                                  | verde-RED  |
|     | ‘El cielo es azul.’ (Vuillermet, 2012) |            |

- En ese ejja, muchas raíces no pertenecen a una categoría determinada, sino que son los afijos que se combinan con esa raíz, así como su función en la oración, los que permiten definir a qué categoría pertenece. Así, pues, la raíz se ‘diente’ se puede utilizar, como sustantivo, como se observa en (10), o como verbo, como se muestra en (11):

| (10) | Meneno (…)                                           | e-se=jje        | kwayaki-ani.            |
|      | veneno                                               | PFN-diente=PERL | salir-estar.sentado/PRS |
|      | ‘El veneno sale por los dientes.’ (Vuillermet, 2012) |                 |                         |

| (11) | E=kwe=osekwa                                                   | pya'ay  | se-naje.   |
|      | 1=GEN=nieto                                                    | también | diente-PAS |
|      | ‘Y a mi nieto se les salieron los dientes.’ (Vuillermet, 2012) |         |            |

### La oración
En cuanto a las características de la oración en ese ejja, se puede indicar lo siguiente (Vuillermet, 2012):
- En la oración simple, el orden de palabras no marcado es aquel en el que el verbo ocupa la posición final, como se observa en (12):

| (12) | A (agente)                                          | P (paciente) | v (verbo)                       |
|      | Meemee=a                                            | iñawewa=ø    | okwekwaji-ka-(a)ni.             |
|      | mosca=ERG                                           | perro=ABS    | perseguir-3.A-estar.sentado/PRS |
|      | ‘Las abejas persiguen al perro.’ (Vuillermet, 2012) |              |                                 |

- El ese ejja es una lengua pro-drop, es decir, una lengua en la que los pronombres personales pueden ser omitidos, ya que pueden ser inferidos. Además, es una lengua que presenta un alineamiento de argumentos del tipo ergativo-absolutivo. Esto quiere decir que el argumento prototípicamente agente (A) de los verbos transitivos aparece siempre marcado con el morfema del ergativo (ERG): =a, mientras que el argumento prototípicamente paciente (P), aparece marcado con el morfema del absolutivo (ABS) =ø, como se observa en (13):

| (13) | Meemee=a                                            | iñawewa=ø | okwekwaji-ka-(a)ni              |
|      | mosca=ERG                                           | perro=ABS | perseguir-3.A-estar.sentado/PRS |
|      | ‘Las abejas persiguen al perro.’ (Vuillermet, 2012) |           |                                 |

- En una frase nominal, los adjetivos (propiedad y numerales), posesivos y demostrativos actúan como modificadores del sustantivo, como se observa en (14), (15) y (16). No se observan determinantes, como él o la del castellano, en ese ejja.

| (14) | Owe                                             | e-sho'i  | ani-naje          | o=ja=e-ki=jo.      |
|      | uno                                             | PFN-niño | estar.sentado-PAS | 3=GEN=PFN-casa=LOC |
|      | ‘Un niño estaba en su casa.’ (Vuillermet, 2012) |          |                   |                    |

| (15) | o=ja=ya                           | pya  | daki |
|      | 3=GEN=MV                          | otro | ropa |
|      | ‘su otra ropa’ (Vuillermet, 2012) |      |      |

| (16) | Jikyo                                                       | e-sho'i  | mentana=jo  | kojja-neki.            |
|      | este                                                        | PFN-niño | ventana=LOC | mirar-estar.parado/PRS |
|      | ‘Este chico está mirando en la ventana.’ (Vuillermet, 2012) |          |             |                        |

- En cuanto a la frase verbal, los verbos pueden presentar diversos sufijos, de los cuales dos son obligatorios en el caso de los verbos finitos: el índice -ka para los verbos transitivos, como en (17), y los marcadores de tiempo (presente, pasado próximo, pasado remoto o futuro) o de modo (potencialidad, evitativo o imperativo), como se observa en (18) y (19) respectivamente.

| (17) | Y                                                                | majoya | Macario=a   | daki=ø   | wijyajya-ka-naje | e-besa-jji.       |
|      | y                                                                | de.ahí | Macario=ERG | ropa=ABS | sacar-3.A-PAS    | PURP-bañarse-PURP |
|      | ‘De ahí Macario sacó su polera para bañarse.’ (Vuillermet, 2012) |        |             |          |                  |                   |

| (18) | Shemenene                                           | pya'ay  | kwabesa-ba'e.            |
|      | chubi                                               | también | volar-estar.flotando/PRS |
|      | ‘El chubi también está volando.’ (Vuillermet, 2012) |         |                          |

| (19) | Bejjo-jji-ya                                                     | po-me.       |
|      | dinero-con-DUM                                                   | COP.INTR-POT |
|      | ‘(Si no fuéramos flojos,) tendríamos dinero.’ (Vuillermet, 2012) |              |

- El esa ejja presenta diversos marcadores de aspecto, como p.ej. -neki ‘habitualmente’ en (20) y -'yo 'completivo' en (21):

| (20) | Ekwana                                    | iña-iña-neki-ani.                              |
|      | 1PI.ABS                                   | agarrar-RED-estar.parado/DUR-estar.sentado/PRS |
|      | ‘Nosotras agarramos .’ (Vuillermet, 2012) |                                                |

| (21) | Ijjya-ijjya-'yo-naje.             |
|      | comer-RED-CMPL-PAS                |
|      | ‘Ya se comió.’ (Vuillermet, 2012) |

- En esa ejja, todos los adjetivos pueden ser predicados, pero necesitan una cópula que lleve los afijos de tiempo, modo, y aspecto (TAM), como se observa en (22):

| (22) | Kya-pame                             | oya   | kwa-naje.    |
|      | PFA-bueno                            | 3.ABS | COP.INTR-PAS |
|      | ‘Él estaba bien.’ (Vuillermet, 2012) |       |              |

- El esa ejja presenta diferentes marcadores/partículas de negación cuyo uso depende de la categoría del elemento negado y el alcance de la negación. Así tenemos, por ejemplo, el marcador de negación -má, que se sufija a sustantivos y los convierte en predicados adjetivales, como en kojja-má [ojo-SIN] ‘ciego’; la partícula de negación existencial chamá, ejemplificada en (23), que se traduce como 'no hay'; el marcador de negación -ájja, que se sufija al verbo y significa que el agente no puede o quiere hacer una acción, como en (24); y el negador de frase pojjyama, ejemplificado en (25), que podría traducirse como ‘no es (el caso que) …’.

| (23) | Chamá                                      | o=ja=ya   | bajjani. |
|      | no.hay                                     | 3=GEN-DUM | nombre   |
|      | ‘No tiene nombre ella.’ (Vuillermet, 2012) |           |          |

| (24) | Jama=tii                                       | oya   | siposipo-ájja    | kwa-naje.    |
|      | así=mismo                                      | 3.ABS | respirar-NEG.POT | COP.INTR-PAS |
|      | ‘Así él no podía respirar.’ (Vuillermet, 2012) |       |                  |              |

| (25) | E-ijjya-jji                                               | pojjyama. |
|      | PURP-comer-PURP                                           | NEG.FRA   |
|      | ‘No es para comer / no es comestible.’ (Vuillermet, 2012) |           |

- En esa ejja, se hace uso de la construcción a(e) + CASO/POSPOSICIÓN en la formación de preguntas informativas, como se observa en (26); en el caso de preguntas absolutas, sólo basta con agregar a'a al inicio de la oración, como se observa en (27):

| (26) | A(e)=ya                                                   | shay    | e=kwe=wanase | kwya-ka-'yo-naje?  |
|      | MP=ERG                                                    | diantre | 1=GEN=mujer  | pegar-3.A-CMPL-PAS |
|      | ‘¿Quién será que la mató a mi esposa?’ (Vuillermet, 2012) |         |              |                    |

| (27) | A'a                                    | miya  | kekwa-jjima?  |
|      | MP                                     | 2.ABS | picar-todavía |
|      | ‘¿No te ha picado?’ (Vuillermet, 2012) |       |               |

- En esa ejja se distinguen una serie de oraciones complejas, como por ejemplo, las oraciones coordinadas, las cuales se forman a través de partículas coordinadoras, tales como majoya (DEM=LOC=MV), literalmente ‘de eso/ahí’, jamaya ‘así’, o kijje ‘después’, como se observa en (28).

| (28) | Majoya                                                                               | aje=pa | kijje   | poki-o'oya-naje. |
|      | de.ahí                                                                               | MD=RPT | después | ir-otra.vez-PAS  |
|      | ‘(el hermano mayor vivía así). De ahí él (otro) se fue otra vez.’ (Vuillermet, 2012) |        |         |                  |

- El discurso de otros se reporta de manera directa, con un cambio de entonación para imitar la voz de la persona en cuestión. El habla reportada se puede introducir a través de verbos como mimi ‘hablar’, po~pwa~kwa (intransitivo) ‘ser’, a (transitivo) ‘hacer’, y wowi– ‘decir’, como se observa en (29):

| (29) | Majoya                                                                     | ya | Director=ya  | wowi-ka-naje  | [«¿a'ya | mimi-sa    | kwa-(a)ni?»]               |
|      | de.ahí                                                                     | ya | director=ERG | decir-3.A-PAS | MP.ABS  | hablar-DES | COP.INTR-estar.sentado/PRS |
|      | ‘Luego el director les dijo: “«¿Quién quiere hablar?».’ (Vuillermet, 2012) |    |              |               |         |            |                            |

- En ese ejja, se distinguen diferentes tipos de oraciones subordinadas, como p.ej.: las subordinadas temporales, que expresan simultaneidad, como en (30); las subordinadas condicionales, que expresan condición, como en (31); las subordinadas finales, que expresan p.ej. una meta en general, como en (32); las relativas, que funcionan como frases nominales, como en (33); y las subordinadas completivas, con verbos de percepción, como en (34), o verbos mentales, como en (35).

| (30) | Eyaya                                                             | nawoo   | cheruje | a-(a)ña (...)           | [anoso | cháma-jo].    |
|      | 1SG.ERG                                                           | pescado | cheruje | hacer-estar.sentado/PRS | arroz  | no.hay-TMP.SD |
|      | ‘Hago cheruje de pescado cuando no hay arroz.’ (Vuillermet, 2012) |         |         |                         |        |               |

| (31) | [Weya-ama]-jjemo=se=ka                                         | bejjo-jji=ya  | po-me.       |
|      | flojo-PRIV-SUB.IRR=1PE.ABS=CNTR                                | dinero-CON=MV | COP.INTR-POT |
|      | ‘Si no fuéramos flojos, tendríamos dinero.’ (Vuillermet, 2012) |               |              |

| (32) | Campana                                                             | kwyakeya-naje | [esho'i=kyana | jja-chicha-ki-jji.] |
|      | campana                                                             | tocar-PAS     | niño=PL       | RFL-reunir-RFL-PURP |
|      | ‘Toqué la campana para que los niños se reúnan.’ (Vuillermet, 2012) |               |               |                     |

| (33) | … ma                                                                           | [biñani    | e-jajajya-jaa]=jje                |
|      | eso/REL                                                                        | palo.santo | EX-tumbar-estar.acostado/PRS=PERL |
|      | ‘(Volvieron) por ese [(donde) el palo santo está tumbado].’ (Vuillermet, 2012) |            |                                   |

| (34) | Majoya                                                           | [oya  | po-'oke-je]   | ba-naje. | Po-'oke-naje  | kwe'-ya-naje,     | kwe'-ya-naje.     |
|      | de.ahí                                                           | 3.ABS | ser-abajo-FUT | ver-PAS  | ser-abajo-PAS | venir-una.vez-PAS | venir-una.vez-PAS |
|      | ‘Y de ahí la vi bajar. Bajaba, venía, venía.’ (Vuillermet, 2012) |       |               |          |               |                   |                   |

| (35) | Owaya                                              | e-shawa  | e-ani            | poso   | a-ka-(a)ni.                  |
|      | 3.ERG                                              | PFN-alma | EX-estar.sentado | pensar | COP.TR-3.A-estar.sentado/PRS |
|      | ‘Piensan que existe el diablo.’ (Vuillermet, 2012) |          |                  |        |                              |